# Graf-Friedrich-Schule (Diepholz)
Die Graf-Friedrich-Schule (GFS) ist ein Gymnasium in Diepholz, Niedersachsen, mit rund 900 Schülern und 73 Lehrern (Stand 2019). Sie wurde 1923 gegründet und nach dem Diepholzer Grafen Friedrich II. benannt, der 1576–1585 erste Regeln für das Diepholzer Schulwesen aufstellte.
Das heutige Schulgebäude befindet sich im Diepholzer Schulzentrum an der Thouarsstraße. Bis 1974 war die Schule in der Hindenburgstraße in dem Gebäude untergebracht, in dem sich heute eine Förderschule, die Dr.-Kinghorst-Schule, befindet, die nach dem früheren Schulleiter der GFS und Heimatforscher Wilhelm Kinghorst benannt ist. Direkt neben der heutigen Graf-Friedrich-Schule verläuft der Flusslauf der Hunte. Die Schule verfügt durch ihre Lage über Zugriff auf eine Sporthalle, einen Sportplatz, sowie ein Hallenbad, welches allerdings vornehmlich der Öffentlichkeit dient.

## Teilsanierung und Teilneubau
Im Rahmen einer bautechnischen Prüfung nach dem Einsturz der Eislaufhalle Bad Reichenhall im Januar 2006 stellte sich heraus, dass die Graf-Friedrich-Schule erhebliche Baumängel aufwies. Unter anderem wurden Brandschutzvorschriften nicht eingehalten. Als Ad-hoc-Maßnahme wurden zunächst zahlreiche Brandmeldeanlagen installiert und der Schimmelpilzbefall in 18 Räumen beseitigt.
Nach einer intensiven Diskussion in Schule und Öffentlichkeit über Sanierung oder Neubau beschloss der Kreistag am 12. März 2007 mehrheitlich, den dreigeschossigen Mittelteil der Schule zu sanieren, die übrigen Teile aber durch Neubauten zu ersetzen. Nachdem die Baumaßnahmen im November 2007 begonnen hatten, konnten die Gebäude im August 2011 bezogen werden. Die Sanierung mit Teilneubauten kostete etwa 8,5 Millionen Euro.
Es existieren nun ein Hauptgebäude, ein Verwaltungstrakt und ein Naturwissenschaftstrakt. Die einzelnen Gebäude werden durch Glasübergänge verbunden.

## Neue Medien
Im Schuljahr 2001/02 wurde an der GFS in der Jahrgangsstufe 11 die erste Notebook-Klasse eingerichtet, in der jeder Schüler mit einem eigenen Notebook ausgestattet war. Im Schuljahr 2003/04 wurden die Geräte teilweise durch eigene Geräte ergänzt. Von den neuen Schülern der Jahrgangsstufe 7 des Schuljahrs 2003/04 gingen mehr als die Hälfte in eine Notebook-Klasse. In diesem Falle handelt es sich um über die Eltern finanzierte Geräte, die sich im Gegensatz zu den Rechnern in der Klassenstufe 11 in Privatbesitz befinden.
Damit war die Schule eine der ersten staatlichen Schulen in Niedersachsen, an denen mehrere Notebook-Klassen existierten. Die Schule ist flächendeckend mit 54 MBit/s-Wireless LAN nach dem Standard 802.11a/g ausgestattet. Des Weiteren existiert ein kabelgebundenes Netzwerk, das die stationären Rechner in der Schulleitung und den Computerräumen versorgt. Durch diese überdurchschnittlichen Erfahrungen im IT-Bereich war die Graf-Friedrich-Schule im Rahmen der Multimedia Initiative Niedersachsen im Jahre 2001 sogar mit einem Stand auf der CeBIT in Hannover vertreten.
Die Schule verfügt weiterhin über einen Computerraum mit etwa 30 Rechnern, der jedoch mittlerweile, getrennt vom restlichen Internet, von einer externen Firma betreut wird. Damit basiert seit langem erstmals wieder ein Teil des Netzwerkes auf Microsoft Windows. Die GFS ist auch selber im Bereich der Open-Source-Softwareentwicklung aktiv. So wird zum Beispiel Moodle für die Kommunikation zwischen den Lehrern und den Schülern genutzt.

## Internationale Kontakte
Die Schule, die 2001 den Titel Europaschule erhielt, unterhält intensive Kontakte zu Schulen der Diepholzer Partnerstädte Thouars in Frankreich und Starogard Gdański in Polen, mit denen auch ein regelmäßiger Schüleraustausch stattfindet, der in der neunten Klasse durchgeführt wird.
Außerdem nimmt die GFS als einzige deutsche Schule am Global-Classroom-Projekt teil, an dem sich weltweit zehn Schulen sowie die Universität Cambridge (Großbritannien) beteiligen.
Das Projekt Learning School ermöglicht es, ein Freiwilliges Soziales Jahr in mehreren Ländern bei Gastfamilien zu verbringen.

## Musikalische Woche
Die Musikalische Woche wird seit Frühjahr 2011 immer in der letzten Woche vor den Osterferien durchgeführt. An diesem Ausflug nehmen alle Schüler aus den Musik-AGs teil. Die Fahrten des Jahres 2011 und 2012 gingen beide nach Bad Essen ins Haus Sonnenwinkel.

## Bekannte Schulangehörige
Schüler:
- Vijak Bayani, Schauspielerin
- Horst Evers (eigentl. Gerd Winter), Autor und Kabarettist
- Franziska Tell, Politikerin (Bündnis 90/Die Grünen)
- Michael Schilling, Zeitungsreporter und -redakteur
- Hajo Zeeb, deutscher Gesundheitswissenschaftler